# Brangus
Brangus és una raça de bestiar boví originària dels Estats Units a principis del segle xx. Els primers creuaments es van començar a fer des de 1912 La raça té en la seva composició genètica 3/8 de raça brahman i 5/8 de raça angus, és a dir 37,5% i 62,5% respectivament.

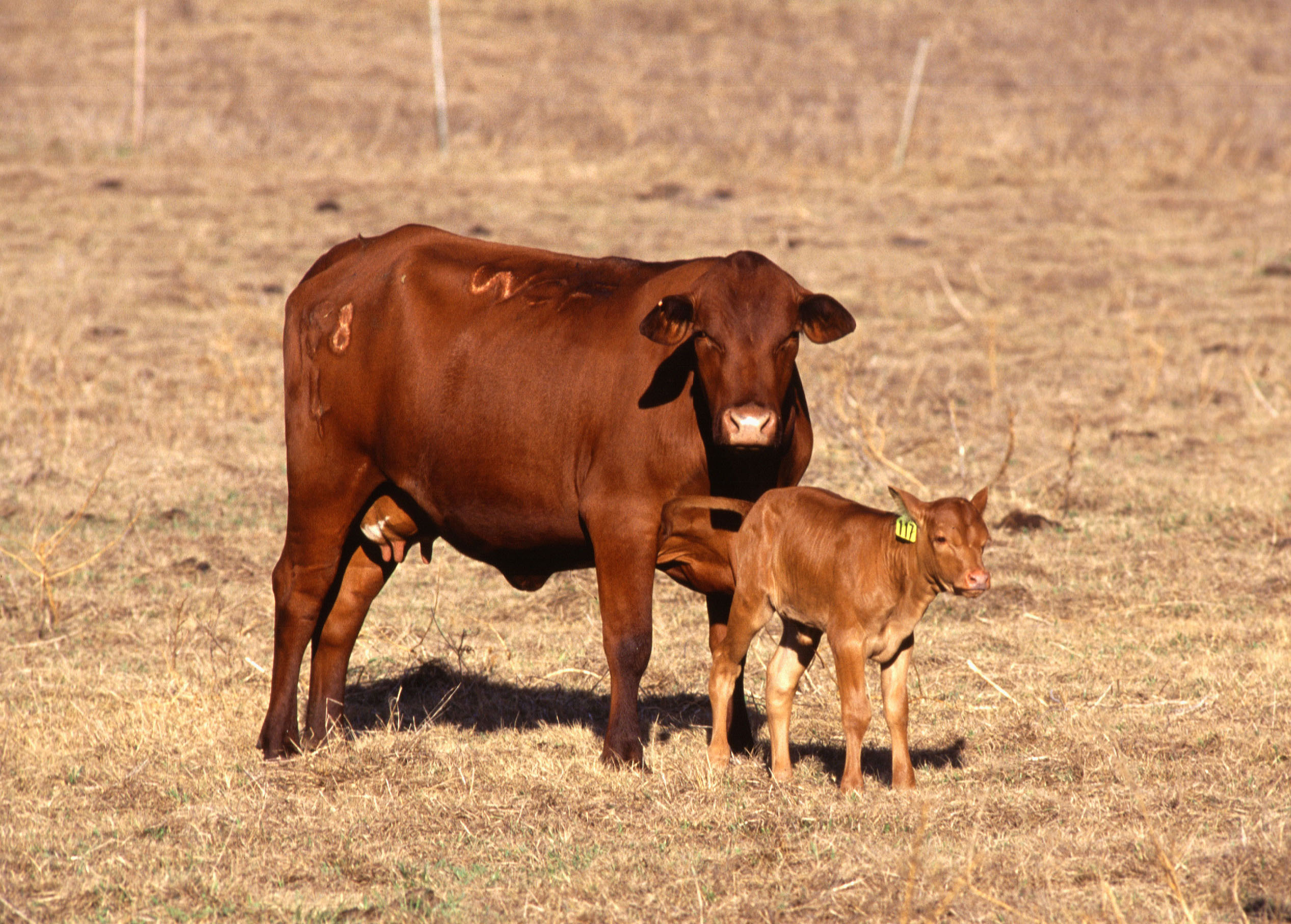
Brangus vermell, molt habitual en el Carib i zones baixes dels Estats Units

Brangus vermell o colorit és una raça de bestiar boví resultant de l'aparellament entre vaques angus i toros brahman negres.
Aquesta raça va veure la llum durant els primers anys 30 del segle passat, quan els ramaders van observar que els vedells creuats naixien més petits, creixien més ràpid i tenien més carn que els de raça pura britànics populars de l'època.
Durant més de 20 anys després dels primers aparellaments, es va continuar investigant per assegurar-se que els resultats d'aquest encreuament fossin repetibles i predictibles. Des d'aquella època han sorgit nombrosos grups per a la producció d'un bestiar funcional i rendible que proporciona la prima i gustosa carn de vaca que satisfà el gust del consumidor d'avui.
La raça ha adquirit ja personalitat pròpia i s'ha estès per diversos continents entre ells Amèrica del Nord, Amèrica del Sud i Sud Àfrica.

## Races bovines sintètiques
Les races sintètiques es formen pel creuament de dos o més races i després van essent perfeccionades a través de la selecció.
En realitzar aquest encreuament es busca un animal amb un tipus de carn que conservi les bones característiques de la raça angus com: productora de carn de qualitat amb excel·lència i condicions d'alta eficiència de producció, fertilitat, conformació carnissera, precocitat en l'engreixament. El brahman els aporta l'adaptació al tròpic, és a dir, a les altes temperatures, humitat, paràsits interns i externs i a més la robustesa.